# イカルス渡辺
イカルス 渡辺（イカルス わたなべ、1972年7月10日 - ）は、日本の歌手・作曲家。本名は渡邊 寿雄（わたなべ ひさお）。エピックレコードジャパンおよびスティミュラスレコーズ所属。かつてはオフィス北野（現・TAP）にも所属していた。茨城県勝田市（現・ひたちなか市）出身。ひたちなか市立勝田第一中学校、茨城県立勝田高等学校、大阪芸術大学映像学科出身。

## 人物
日本のロックバンドイカルス（旧称：イカルス星人）の元ボーカル。バンド名は、ウルトラシリーズに登場したイカルス星人にちなむ。2003年のイカルス解散後は、頭の横に角をつけた風貌でソロ活動を開始。従来の音楽ジャンルにとらわれず音楽・笑い・感動を一つのステージに成立させる『演芸ロック』（えんげい - ）というジャンルを掲げ、『演芸ロックミュージシャン』としてCMの作曲を行う他、日本ファルコムの楽曲編曲を主な活動としているJ.D.K.BANDのボーカルとしてライブイベントに参加するなど、多方面にわたり活動。2008年11月12日、「涙の天保山」でエピックレコードジャパンよりメジャー・デビュー。

## 作品
・鮭の一生～カンバックサーモン～

### CD

#### シングル
- GROP[3]

1. GROP 人材派遣会社GROP CMソング
2. GROP-GROW UP-(instrumental)

- 涙の天保山[4]

1. 涙の天保山
2. 侍・ジャクソン
3. 涙の天保山（オリジナル・カラオケ）

#### アルバム
- 変体

1. ビック・バン（4コマ漫画）
2. パオパオ～愛のギャラク～
3. ブロイラー24:00
4. 新しい場所
5. しゃかりきトラベラー
6. イカペラ
7. なぞなぞQ
8. ハ～イテンション・ブギ
9. いかなべ汁（4コマ漫画）
10. ラヴ・ホテル
11. 涙の天保山
12. 安産フラッシュ
13. イカルス数え歌
14. 角屋（4コマ漫画）
15. ありがとうの歌
16. さよならの歌

- 赤と黒

1. 居酒屋 All Night !!
2. 2度見
3. ブクブク溺れて、池袋。
4. 爆発!ブラックバス!
5. 便り
6. ヒョイヒョイ行進曲
7. オシッコ Rock You !
8. リバース
9. お墓参り or Die ～真夜中の盆踊り～
10. 牛丼お持ち帰り
11. おしりさん

### DVD
- 角生えてますイカルス渡辺です
- LIVE DVD・V 〜生角夜の夢〜

### 吹き替え
- ゾンビ・オブ・ザ・デッド 夕日の決闘 - ジム
- ハロウィン5 ブギーマン逆襲（DVD版） - 司会者

## 備考
- イカルス星人時代にNHK BS2「ニューBSヤングバトル」にて決勝大会に出場し、生放送で「好き好き便所コオロギ」を熱唱し、審査員特別賞を受賞した。
- ひたちなか市長を2018年11月から務めている大谷明は中学時代の同級生である[5]。